# دختران کاماره
دختران کاماره (فرانسوی: Les Filles de Kamare‎) یک فیلم بین‌الملل موقعیت‌گرا به کارگردانی رنه وی‌ینه است که در سال ۱۹۷۴ منتشر شد. از بازیگران آن می‌توان به میکی سوگیموتو اشاره کرد.